# Daniel Pedoe
Daniel Pedoe (Londres, 29 de outubro de 1910 — 27 de outubro de 1998) foi um matemático e geômetra britânico de ascendência polonesa.
Pedoe estudou no Magdalene College da Universidade de Cambridge, orientado por Frank Plumpton Ramsey. Em 1935 passou um ano de estudos com Solomon Lefschetz no Instituto de Estudos Avançados de Princeton. Obteve o doutorado em 1937.
É conhecido como autor de artigos técnicos e livros na área da geometria, bem como por seu trabalho em parceria com William Vallance Douglas Hodge com a obra em três volumes Methods of Algebraic Geometry. Em parceria com Hidetoshi Fukagawa publicou o livro Japanese Temple Geometry Problems: San Gaku.
Foi palestrante convidado do Congresso Internacional de Matemáticos em Estocolmo (1962: A fundamental theorem in projective geometry).